# Schizoporella fayalensis
Schizoporella fayalensis är en mossdjursart som beskrevs av Calvet 1903. Schizoporella fayalensis ingår i släktet Schizoporella och familjen Schizoporellidae. Inga underarter finns listade i Catalogue of Life.